# Boudewijn Laloo
Boudewijn Laloo (Brugge, 11 februari 1953) is een Belgisch politicus voor CD&V.

## Levensloop
Boudewijn Laloo komt uit een kroostrijk gezin van dertien kinderen. Als zevende opeenvolgende zoon was koning Boudewijn, naar wie hij vernoemd is, zijn dooppeter.
In 1975 werd hij licentiaat Toegepaste Economische Wetenschappen aan de Katholieke Universiteit Leuven. In zijn jeugd speelde hij ook voetbal als lid van de UEFA-junioren van Cercle Brugge.
Na zijn studies werd hij privésecretaris van CVP-senator en burgemeester van Torhout Roger Windels. Vervolgens werd hij kmo-adviseur bij een financiële instelling en in Brugge regionaal secretaris van de Unie van Zelfstandige Ondernemers (UNIZO).
In 1994 nam hij voor de CVP (sinds 2001 CD&V) deel aan de provincieraadsverkiezingen in West-Vlaanderen. Hij werd verkozen en bleef provincieraadslid tot in 2000. In 2000 werd hij gemeenteraadslid van Brugge en was sindsdien eveneens schepen van Financiën, Eigendommen, Geschillen en Erediensten. In 2018 stelde hij zich niet opnieuw kandidaat bij de lokale verkiezingen. Na het aflopen van zijn mandaat werd hij tot ereschepen benoemd.
In april 2001 werd hij lid van het Vlaams Parlement voor de kieskring Brugge als opvolger van Joachim Coens. Hij bleef Vlaams volksvertegenwoordiger tot juni 2004.